# Bampton (Devon)
Pour les articles homonymes, voir Bampton.

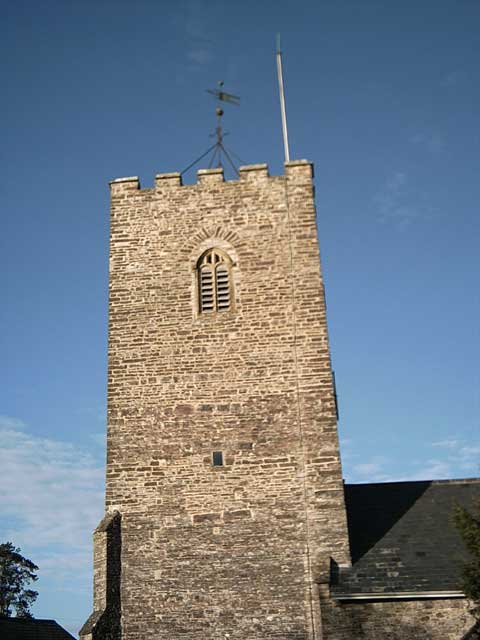
L'église de Bampton.

Bampton est une ville du Devon, en Angleterre. Elle est située sur la Batherm, à environ 10 km au nord de Tiverton. Au moment du recensement de 2001, elle comptait 1 598 habitants.
Elle apparaît dans le Domesday Book sous le nom vieil anglais de Badentone, qui signifie « ferme de ceux qui vivent près de l'étang ».

## Histoire
Bataille entre les Saxons et les Bretons en 614.

## Jumelage
- Villers-Bocage (France) depuis 1974